# Torymus erucarum
Torymus erucarum är en stekelart som först beskrevs av Franz Paula von Schrank 1781.  Torymus erucarum ingår i släktet Torymus och familjen gallglanssteklar. Arten är reproducerande i Sverige. Inga underarter finns listade i Catalogue of Life.